# Lithacodia viriditincta
Koyaga viriditincta là một loài bướm đêm trong họ Noctuidae.